# Broadway Journal
Broadway Journal — непродолжительное нью-йоркское издание, газета, основанная Чарльзом Фредериком Бриггсом и Джоном Биско в 1844 году и выходившая с января 1845 по январь 1846 года. В первый же год издание купил Эдгар Аллан По, таким образом Broadway Journal стала единственным изданием, которым писателю довелось владеть, хотя это предприятие и провалилось всего через несколько месяцев под его руководством.

## История

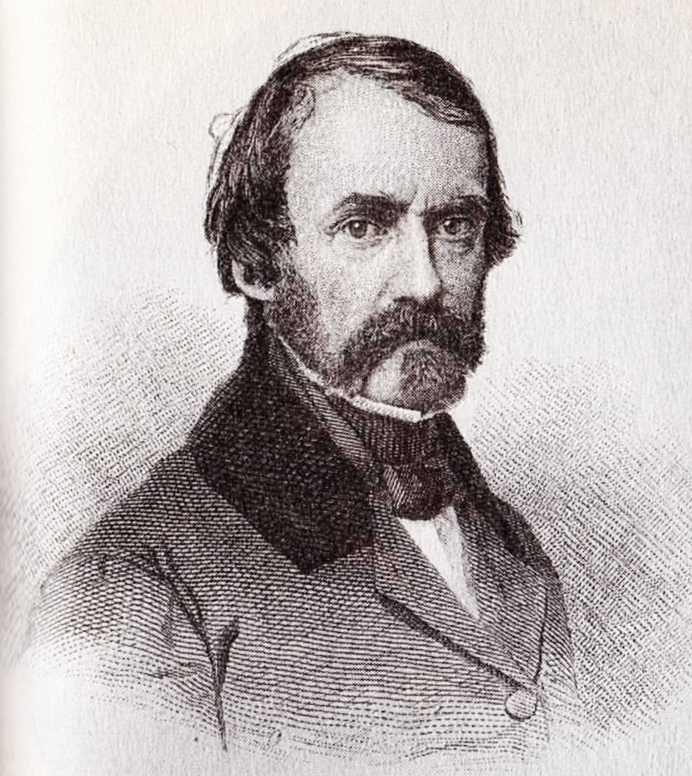
Чарльз Фредерик Бриггс, один из двух основателей Broadway Journal

7 декабря 1844 года Бриггс, ранее известный как писатель-сатирик под псевдонимом «Гарри Франко», написал письмо Джеймсу Расселу Лоуэллу, объявив о своих намерениях начать вести журнал. «Название будет, ради индивидуальности и отчасти по совету других людей, Бродвейский журнал, или Обзор, или Хроника, или Бродвейское Нечто». После того, как Бриггс зарегистрировал новое издание как Broadway Journal, он стал заниматься редакторскими обязанностями и подбирать авторов, в то время как его деловой партнер Джон Биско занимался издательскими и финансовыми вопросами.
21 февраля 1845 года Эдгар Аллан По подписал годичный контракт на работу редактором издания. Он также согласился писать как минимум одну страницу оригинального материала в неделю. По контракту он получал треть прибыли. Вскоре, однако, едкая репутация По как критика начала беспокоить Бриггса, и он задумал избавиться от него, а заодно и от Биско. Однако ему не удалось найти новых финансовых покровителей, когда Биско поднял свою цену. Некоторое время По рассматривал возможность продажи своей части журнала Эверту Августу Дуйкинку или Корнелиусу Мэтьюсу. Бриггс пытался выкупить долю Биско, который запросил больше, чем Бриггс готов был заплатить. Однако к июню Бриггс подал в отставку из-за финансовых трудностей, а в октябре Биско продал свою долю газеты По за 50 долларов (тот заплатил распиской, одобренной Хорасом Грили). Таким образом, По получил полный редакционный контроль и право собственности на Broadway Journal .
Заполучив газету, По опубликовал в ней обновлённые редакции многих своих произведений, в том числе "Маску Красной смерти ", «Овальный портрет» и другие. Он также продолжил свою роль литературного критика, в том числе обвиняя в плагиате Генри Уодсворта Лонгфелло. Он также использовал Broadway Journal для публичного флирта с Фрэнсис Сарджент Осгуд и для сбора средств для своей неосуществленной мечты о новом журнале под названием The Penn.
По не смог поддерживать газету на плаву, хотя до последнего надеялся изменить ситуацию. Заем в 50 долларов у Руфуса Уилмота Гризвольда в октябре 1845 года помог ему продержаться короткое время. В письме от 15 ноября 1845 года к другу и поэту Томасу Холли Чиверсу он поклялся: «Мне ещё повезёт с этим». Несмотря на это, газета официально закрылась с последним выпуском от 3 января 1846 года и прощанием с читателями :

Непредвиденные обстоятельства, требующие моего полного внимания, и невыполненные цели в отношении меня лично, для чего и создавался «Бродвейский журнал», теперь я, как его редактор, прощаюсь — с врагами столь же сердечно, как и с друзьями. -Эдгар А. По
Оригинальный текст (англ.)Unsuspected engagements demanding my whole attention, and the objects being unfulfilled so far as regards myself personally, for which the Broadway Journal was established, I now, as its editor, bid farewell - as cordially to foes as to friends. -Edgar A. Poe

Получив полный контроль над Broadway Journal, По безуспешно просил поддержки у друзей. После закрытия газеты Корнелия Уэллс Уолтер из Boston Evening Transcript написала по этому поводу стихотворение:
To trust in friends is but so so

Especially when cash is low;

The Broadway Journal’s proved «no go» —

Friends would not pay the pen of POE.

## Содержание
Broadway Journal пытался стать более серьёзным интеллектуальным журналом по сравнению с другими в то время. Из-за этого у него была меньшая аудитория и он не был финансово успешен. Он фокусировался на литературных рецензиях, критиковал искусство, театр и музыку, а также публиковал поэзию и статьи о политике.